# Sebastian Gutierrez (giocatore di football americano 1998)
Sebastian Gutierrez (Pasco, 6 luglio 1998) è un giocatore di football americano statunitense che milita nel ruolo di offensive tackle per i San Francisco 49ers della National Football League (NFL). 
Al college ha giocato con la Minot State University.

## Carriera universitaria
Originario di Pasco, nello Stato di Washington, Gutierrez mise in evidenza le sue doti atletiche nella locale Pasco High School dove giocò a football nel ruolo di wide receiver, ma anche a pallacanestro, golf, baseball e atletica leggera. Gutierrez andò quindi a giocare dal 2016 al 2021 per la Minot State University, nel Dakota del Nord, con i Beavers impegnati nella Divisione II della NCAA nella Northern Sun Intercollegiate Conference (NSIC). Nel primo anno fu redshirt, quindi poteva allenarsi con la squadra ma non giocare partite ufficiali poi, dal 2017, cominciò la sua carriera nel college football venendo però utilizzato nel ruolo di tight end giocando in 9 partite e facendo registrare 5 ricezioni per 32 yard. Dalla stagione successiva fu spostato nel ruolo di offensive tackle di destra e cominciò una crescita fisica che lo portò ad aumentare di oltre 40 chilogrammi di peso nel giro di due stagioni, passando da 90 a quasi 135 chilogrammi. Gutierrez giocò da titolare tutte le partite dal 2018 al 2021, con la stagione 2020 cancellata a causa della pandemia di COVID-19.
| Stagione | Stagione           | Stagione           | Partite  | Partite  |
| Anno     | Squadra            | Campionato         | P        | PT       |
| -------- | ------------------ | ------------------ | -------- | -------- |
| 2016     | MSU Beavers        | NCAA Div. II       | Redshirt | Redshirt |
| 2017     | MSU Beavers        | NCAA Div. II       | 9        | 2        |
| 2018     | MSU Beavers        | NCAA Div. II       | 11       | 11       |
| 2019     | MSU Beavers        | NCAA Div. II       | 11       | 11       |
| 2020     | Campionato sospeso | Campionato sospeso | -        | -        |
| 2021     | MSU Beavers        | NCAA Div. II       | 11       | 11       |
| Totale   | Totale             | Totale             | 42       | 35       |

Fonte: Football Database

## Carriera professionistica

### Denver Broncos
Gutierrez non fu scelto nel corso del Draft NFL 2022 ed il 1º maggio 2022 firmò da undrafted free agent con i Denver Broncos. Fu il primo giocatore proveniente dalla Minot State University a firmare un contratto con una squadra NFL da Randy Hedberg nel 1977. Gutierrez fece tutto il campo di allenamento estivo con i Broncos ma poi non riuscì a rientrare nel roster attivo iniziale della squadra e il 29 agosto 2022 fu svincolato.
In attesa di un nuovo ingaggio e continuando nel frattempo ad allenarsi, Gutierrez trovò un lavoro part-time per tre sere alla settimana vicino alla Minot State University, in una pizzeria che aveva frequentato negli anni del college.
Il 4 ottobre 2022 Gutierrez fece un provino con i Seattle Seahawks.

### New England Patriots
Il 5 ottobre 2022 Gutierrez firmò per la squadra di allenamento dei New England Patriots ma fu poi svincolato l'11 ottobre 2022.

### Las Vegas Raiders
Il 25 ottobre 2022 Gutierrez firmò per la squadra di allenamento dei Las Vegas Raiders.
Il 17 dicembre 2022 Gutierrez fu elevato per la prima volta nel roster attivo dei Raiders per la partita della settimana 15 contro i New England Patriots nel corso della quale non fu però utilizzato. Fu quindi rispostato nella squadra di allenamento due giorni dopo. Gutierrez fu nuovamente elevato nel roster attivo per la partita successiva e il 24 dicembre 2022 esordì da professionista in NFL, nella sconfitta 10-13 subita contro i Pittsburgh Steelers, in cui giocò due snap offensivi. Rispostato nella squadra di allenamento fu rielevato ancora nel roster attivo per la seguente partita di settimana 17, ma non fu utiilizzato.
Il 9 gennaio 2023 firmò da riserva/contratto futuro. Il 1º maggio 2023 Gutierrez fu svincolato dai Raiders.

### Kansas City Chiefs
Il 9 maggio 2023 Gutierrez firmò con i Kansas City Chiefs. Gutierrez non riuscì a rientrare nel roster attivo definito al termine della fase di precampionato e il 29 agosto 2023 fu svincolato.

### Las Vegas Raiders (2º periodo)
Il 13 settembre 2023 Gutierrez firmò per la squadra di allenamento dei Raiders. Il 16 ottobre 2023 fu inserito in lista infortunati e quindi svincolato il 25 ottobre 2023.

### San Francisco 49ers
Il 27 dicembre 2023 Gutierrez firmò per la squadra di allenamento dei San Francisco 49ers. Il 13 febbraio 2024 rifirmò con i 49ers.
Il 27 agosto 2024, all'inizio della nuova stagione, Gutierrez non rientrò nel roster attivo iniziale dei 49ers e fu svincolato, per poi essere aggregato alla squadra di allenamento il giorno successivo. Il 2 settembre fu  svincolato.

### Cleveland Browns
Il 25 settembre 2024 Gutierrez firmò per la squadra di allenamento dei Cleveland Browns. Fu svincolato il 22 ottobre 2024.

### Indianapolis Colts
Il 28 ottobre 2024 Gutierrez firmò per la squadra di allenamento degli Indianapolis Colts. Fu svincolato il 25 novembre.

### San Francisco 49ers (2º periodo)
Il 29 novembre 2024 Gutierrez tornò ai San Francisco 49ers firmando per la squadra di allenamento. Gutierrez fu elevato nel roster attivo per la gara del quattordicesimo turno contro i Chicago Bears. Il 21 dicembre fu svincolato, per poi essere riaggregato sempre alla squadra di allenamento cinque giorni dopo.

## Statistiche

### Stagione regolare
| Stagione | Stagione | Stagione | Stagione |
| Anno     | Squadra  | P        | PT       |
| -------- | -------- | -------- | -------- |
| 2022     | LV       | 1        | 0        |
| 2023     | KC       | 0        | 0        |
| 2024     | SF       | 1        | 0        |
| Totale   | Totale   | 2        | 0        |

Fonte: Football Database

## Vita privata
Il padre di Gutierrez, Florentino, è un tecnico di laboratorio del sito di bonifica nucleare di Hanford, la madre Dena fa l'infermiera e il fratello minore Nicholas va al Columbia Basin Community College dove gioca anche a pallacanestro. In famiglia sono storicamente tifosi dei Seattle Seahawks, squadra di riferimento della zona, e dei Denver Broncos.